# 1835 a tudományban
Az 1835. év a tudományban és a technikában.

## Fizika
- Gaspard-Gustave Coriolis francia matematikus és mérnök elsőként írja le a később róla elnevezett Coriolis-erő jelenségét

## Születések
- március 12. – Simon Newcomb kanadai-amerikai asztrofizikus (* 1909)
- március 14. – Giovanni Schiaparelli olasz csillagász és tudománytörténész († 1910)
- március 24. – Josef Stefan osztrák–szlovén matematikus és fizikus († 1893)
- június 26. – Herman Ottó magyar természetkutató, zoológus (ornitológus, ichthyológus, arachnológus), néprajzkutató, régész.. Az utolsó magyar polihisztornak és a madarak atyjának is nevezték († 1914)
- október 1. – Ádám Politzer osztrák-magyar orvosprofesszor, a fülészet egyik úttörője és megalapítója  († 1920)
- október 31. – Adolf von Baeyer német kémikus, a szerves festékek kutatásáért kapott Nobel-díjat († 1917)
- november 6. – Cesare Lombroso olasz kriminológus, orvos (* 1909)

## Halálozások
- augusztus 18. – Friedrich Stromeyer német vegyész (* 1776)
- september 14. – John Brinkley brit csillagász (* 1763)